# NGC 1670
NGC 1670 (również PGC 16107) – galaktyka soczewkowata (S0), znajdująca się w gwiazdozbiorze Oriona. Odkrył ją William Herschel 1 lutego 1786 roku.